# Hrabstwo Emery

Piramida wieku hrabstwa

Hrabstwo Emery (ang. Emery County) – hrabstwo w stanie Utah w Stanach Zjednoczonych. Hrabstwu nazwano na cześć George W. Emery, gubernatora Utah latach 1875–1880.

## Miasta
- Castle Dale
- Clawson
- Cleveland
- Elmo
- Emery
- Ferron
- Green River
- Huntington
- Orangeville